# The Bella Twins
Brianna Monique Garcia en Stephanie Nicole Garcia (San Diego (Californië), 21 november 1983) zijn Amerikaans tweeling modellen en professioneel worstelaarsters van Mexicaanse en Italiaanse oorsprong. De tweelingen zijn actief in de WWE onder de ringnamen Brie Bella (Brianna) en Nikki Bella (Nicole), en gezamenlijk worden zij aangeduid als The Bella Twins.

## World Wrestling Entertainment/WWE
Voordat ze naar de WWE-rooster werden gepromoveerd, worstelden The Bella Twins in de Florida Championship Wrestling, een WWE-opleidingscentrum, waar ze getraind werden door Tom Prichard. Ze worstelden meestal als een tag team. Brie maakte haar WWE-debuut op SmackDown in augustus 2008. Ze debuteerde eerst en tijdens de match verdween ze onder de ring om krachten te herwinnen. Uiteindelijk ontdekte men echter, dat haar tweelingzus Nikki, haar plaats had ingenomen onder de ring, om een voordeel te verkrijgen. Toen begonnen ze samen te worstelen in tag team wedstrijden. In november 2008, in een geschreven angle, hadden The Bella Twins een "op televisie" verhouding met The Colóns (Carlito en Primo). Ze werden later betrokken bij een verhaallijn in romances met John Morrison en The Miz, in begin 2009 en Daniel Bryan in 2010. Op 11 april 2011 won Brie voor de eerste keer het WWE Divas Championship.
Tijdens WrestleMania XXVIII stond Brie Bella aan de zijde van John Laurinaitis, terwijl Nikki Bella aan de zijde stond van het team van Theodore Long, beiden kondigden hun team aan voor de match. Op 10 april 2012 werd bekend dat het aflopende contract van The Bella Twins met de WWE niet verlengd zou worden. Op 23 april won Nikki Bella nog de Divas Championship, maar op Extreme Rules (2012) verloor zij deze, nadat Brie Bella de match verloor tegen Layla, wegens hun bekende Twin Magic. Tijdens de Raw-aflevering van 30 april werden zij ontslagen.
In een aflevering van Raw op 11 maart 2013, keerde The Bella Twins terug tijdens een backstagesegment met Cody Rhodes, Damien Sandow, Kaitlyn en Vickie Guerrero. Sinds juli 2013 zijn de tweelingzussen ook te zien in de Amerikaanse realityserie Total Divas.

## Persoonlijk leven
Brie trouwde op 11 april 2014 met Bryan Danielson (Daniel Bryan), met wie ze sinds november 2013 was verloofd. Nikki maakte tijdens een aflevering van Total Divas bekend dat ze van 2004 tot 2007 getrouwd was. Nikki heeft in het verleden een relatie met de WWE superster John Cena gehad.

## In het worstelen
- Finishers
  - Bella Buster
  - Twin Magic
  - "xfactory"
  - "briemode"
  - "Rack attack"
  - “Rack attack 2.0”
- Signature moves
  - Jumping snapmare
  - Springboard arm drag
- Worstelaars managed
  - Carlito
  - Primo
  - John Morrison
  - The Miz
  - Daniel Bryan

## Prestaties
- World Wrestling Entertainment
  - WWE Divas Championship (3 keer; Brie (1x), Nikki (2x)